# Pradejón
Pradejón tỉnh và cộng đồng tự trị La Rioja, phía bắc Tây Ban Nha. Đô thị này có diện tích là 31,76 ki-lô-mét vuông, dân số năm 2009 là 4011 người với mật độ 126,69 người/km². Đô thị này có cự ly 42 km so với Logroño.